# Hellenic Seaways
Hellenic Seaways ist eine griechische Reederei, die Passagier- und Frachtfährdienste in der Ägäis und der Adria betreibt. Das Unternehmen ist im Besitz der Attica Group, die derzeit mit 98,83 % die Mehrheit der Anteile innehat.

## Geschichte
Hellenic Seaways wurde 2005 nach der Konsolidierung von Minoan Flying Dolphins und ihren Tochtergesellschaften Hellas Flying Dolphins, Hellas Ferries, Saronikos Ferries und Sporades Ferries gegründet. Hellenic Seaways gehört zu den größten griechischen Reedereien, sie betreibt aktuell 6 konventionelle Schiffe und 9 Hochgeschwindigkeitsschiffe. Mit dieser Flotte bedient die Reederei mehr als 35 Häfen in den Kykladen, der Nordost-Ägäis, der Südost-Ägäis, auf Kreta, den Saros-Inseln und den Sporaden. Im August 2009 erwarb Hellenic Seaways die Ein-Schiff-Billig-Kreuzfahrtlinie easyCruise vom Gründer Stelios Haji-Ioannou. Im Januar 2011 sagte Minoan Lines aus Heraklion den Verkauf seiner 33,35%igen Beteiligung an Hellenic Seaways an ANEK Lines ab und versuchte, einen neuen Käufer dafür zu finden.
Im Juni 2018 verkaufte die zu Grimaldi Lines gehörende Minoan Lines ihre 48,53%ige Beteiligung an Hellenic Seaways für 78,5 Millionen Euro an die Attica Group die ihre Anteile an Hellenic Seaways auf 98,8 % erhöhen konnte. Gleichzeitig verkaufte Hellenic Seaways die Hochgeschwindigkeits-Fähre Highspeed 7 und das RoPax-Schiff Superfast XII an Minoan Lines.
Mit Beginn der Sommersaison 2020 wurden die beiden Fähren Nissos Mykonos und Nissos Chios an die Schwesterreederei Blue Star Ferries abgegeben und in Blue Star Mykonos und Blue Star Chios umbenannt. Für beide Schiffe schließt sich damit der Kreis der vor 20 Jahren mit der Bestellung durch den Blue Star-Vorgänger Strintzis Lines 1999 begonnen hatte. Wegen Verzögerungen beim Bau in der Werft Hellenic Shipyards trat der damalige Eigner vom Vertrag zurück und beide Schiffe wurden stattdessen für Hellenic Seaways zu Ende gebaut und erst 2005 bzw. 2007 in Dienst gestellt.

## Flotte
Neben den konventionellen Schiffen betreibt die Reederei auch einige Hochgeschwindigkeitsfähren.

### Konventionelle Fähren
| Schiff           | Flagge       | Baujahr | BRZ    | Länge   | Breite | Passagiere | Fahrzeuge | Geschwindigkeit | Bild                          |
| ---------------- | ------------ | ------- | ------ | ------- | ------ | ---------- | --------- | --------------- | ----------------------------- |
| Artemis          | Griechenland | 1997    | 1.612  | 89,8 m  | 14 m   | 1.250      | 74        | 18              |                               |
| Express Skiathos | Griechenland | 1996    | 1.996  | 77,9 m  | 22 m   | 1.390      | 184       | 19              | Express Skiathos vor Skiathos |
| Nissos Rodos     | Griechenland | 1987    | 29.733 | 192,5 m | 27 m   | 1.600      | 750       | 23              |                               |
| Nissos Samos     | Griechenland | 1988    | 30.435 | 192,9 m | 29,4 m | 1.725      | 700       | 21              |                               |
| Ariadne          | Griechenland | 1996    | 30.882 | 196 m   | 27 m   | 1.845      | 560       | 27,5            |                               |

### Hochgeschwindigkeitsfähren
| Schiff             | Flagge       | Baujahr | BRZ   | Länge  | Breite | Passagiere | Fahrzeuge | Geschwindigkeit | Bemerkung |
| ------------------ | ------------ | ------- | ----- | ------ | ------ | ---------- | --------- | --------------- | --------- |
| Highspeed 4        | Griechenland | 2000    | 6.274 | 92 m   | 24 m   | 1004       | 188       | 40.5            |           |
| Hellenic Highspeed | Griechenland | 1997    | 4.463 | 100 m  | 17 m   | 724        | 165       | 35              |           |
| Aero 1 Highspeed   | Griechenland | 2022    | 323   | 36,0 m | 9,7 m  | 150        | -         | 32              |           |
| Aero 2 Highspeed   | Griechenland | 2022    | 323   | 36,0 m | 9,7 m  | 150        | -         | 32              |           |
| Aero 3 Highspeed   | Griechenland | 2022    | 323   | 36,0 m | 9,7 m  | 150        | -         | 32              |           |

### Flyingcat-Fähren
| Schiff      | Flagge       | Baujahr | BRZ | Länge  | Breite | Passagiere | Fahrzeuge | Geschwindigkeit | Bemerkung                       |
| ----------- | ------------ | ------- | --- | ------ | ------ | ---------- | --------- | --------------- | ------------------------------- |
| Flyingcat 3 | Griechenland | 1998    | 613 | 47,7 m | 11,8 m | 360        | -         | 40              |                                 |
| Flyingcat 4 | Griechenland | 1999    | 794 | 55,1 m | 13 m   | 440        | -         | 40              |                                 |
| Flyingcat 5 | Griechenland | 1996    | 496 | 40 m   | 10 m   | 337        | -         | 30              |                                 |
| Flyingcat 6 | Griechenland | 1997    | 493 | 40 m   | 10,1 m | 339        | -         | 28              | Flyingcat 6 im Hafen von Piräus |

### Flying Dolphins
| Schiff              | Flagge       | Baujahr | BRZ | Länge | Breite | Passagiere | Geschwindigkeit | Bemerkung                             |
| ------------------- | ------------ | ------- | --- | ----- | ------ | ---------- | --------------- | ------------------------------------- |
| Flying Dolphin XVII | Griechenland | 1984    | 162 | 32 m  | 6 m    | 130        | 35              | Flying Dolphin XVII vor Hydra (Insel) |
| Flying Dolphin XIX  | Griechenland | 1983    | 161 | 35 m  | 6 m    | 130        | 35              |                                       |
| Flying Dolphin XXIX | Griechenland | 1993    | 161 | 35 m  | 6 m    | 130        | 35              |                                       |